# Barbora Bobuľová

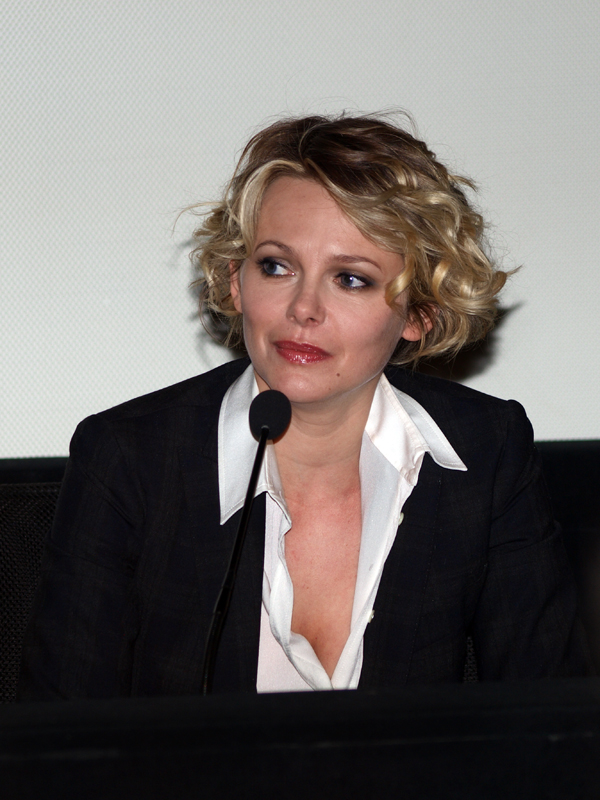
Barbora Bobuľová

Barbora Bobuľová (* 29. April 1974 in Martin, Tschechoslowakei) ist eine slowakische Schauspielerin.

## Wirken
Bobuľová ist in ihrer Heimat bekannter als im deutschsprachigen Raum. Bekannte Produktionen, bei denen sie mitwirkte, waren 2000 die Bibelverfilmung Die Bibel – Paulus, 2001 Die Kreuzritter und 2006 Schwimmen mochte ich noch nie. Sie verkörperte in Der Prinz von Homburg von 1997 mit Natalia die weibliche Hauptrolle. Erfolge feierte sie vor allem im italienischen Kino und Fernsehen. Für den Fernsehmehrteiler La guerra è finita gewann sie 2003 den Darstellerpreis auf dem Fernsehfestival von Biarritz. Für ihr Mitwirken in Ferzan Özpeteks Drama Cuore sacro gewann Bobuľová 2005 den David di Donatello als beste Hauptdarstellerin, ein Jahr später das europäische Nastro d’Argento der Sindacato Nazionale Giornalisti Cinematografici Italiani.
Im Jahr 2008 verkörperte sie die junge Modedesignerin Coco Chanel im gleichnamigen zweiteiligen Fernsehfilm des kanadischen Regisseurs Christian Duguay. Sie stand an der Seite von Shirley MacLaine als ältere Coco Chanel.

## Filmografie (Auswahl)
- 1988: Flieg Vogel flieg
- 1991: R.S.C.
- 1993: Wettstreit im Schloß (Nesmrtelná teta)
- 1996: Eine kleine Jazzmusik
- 1997: Der Prinz von Homburg
- 2001: Die Bibel – Paulus (San Paolo, Fernsehfilm)
- 2001: Die Kreuzritter – The Crusaders (Crociati, Fernsehfilm)
- 2001: In Love and War (Fernsehfilm)
- 2003: Il siero della vanità
- 2003: La cittadella (Fernsehserie, 4 Folgen)
- 2004: Die Zuschauerin (La spettatrice)
- 2004: Tartarughe sul dorso
- 2004: Ovunque sei
- 2005: Cuore sacro
- 2006: Schwimmen mochte ich noch nie (Anche libero va bene)
- 2006: Handbuch der Liebe 2
- 2008: Made in Italy
- 2008: Coco Chanel (Fernsehfilm)
- 2011: Zurück auf los
- 2012: Immaturi – Il viaggio
- 2012: Gli equilibristi
- 2013: Unter Beobachtung (Closed Circuit)
- 2013: Una piccola impresa meridio
- 2013: Il mondo fino in fondo
- 2013: In Treatment – Der Therapeut (In Treatment, Fernsehserie, 7 Folgen)
- 2014: I nostri ragazzi
- 2014: Anime nerenale
- 2015: Baciato dal sole (Fernsehserie, 12 Folgen)
- 2017: Lasciami per sempre
- 2017: Dopo la guerra
- 2017: Cuori puri, Regie: Roberto De Paolis
- 2017: I'm – Infinita come lo spazio
- 2017: Diva!
- 2018: Hotel Gagarin
- 2018: Saremo giovani e bellissimi
- 2018: Tutte le mie notti
- 2020: La Regola d'Oro
- 2020: Vite in fuga (Fernsehserie, 12 Folgen)
- 2022: Studio Battaglia (The Split) (Fernsehserie)
- seit 2022: Il re (Fernsehserie)
- 2022: Sopravvissuti (Fernsehserie)
- 2022: Brado
- 2022: Jailbird
- 2023: Das Beste liegt noch vor uns (Il sol dell’avvenire)
- 2023: Romantiche
- 2024: Iddu